# Noé Ewert
Noé Ewert (ur. 24 lutego 1997) – luksemburski piłkarz występujący na pozycji obrońcy w luksemburskim klubie F91 Dudelange. W latach 2013–2018 młodzieżowy reprezentant Luksemburga w kadrach U-17, U-19 i U-21.

## Kariera klubowa

### UN Käerjéng 97
1 lipca 2013 został przeniesiony z zespołu juniorskiego do pierwszej drużyny UN Käerjéng 97. Zadebiutował 3 sierpnia 2014 w meczu Nationaldivisioun przeciwko Jeunesse Canach (1:2). Pierwszą bramkę dla klubu zdobył 24 sierpnia 2014 w meczu ligowym przeciwko US Mondorf-les-Bains (3:2). W sezonie 2015/16 wywalczył Mistrzostwo Éierepromotioun i tym samym awansował do najwyższej klasy rozgrywkowej w Luksemburgu.

### F91 Dudelange
1 lipca 2019 podpisał kontrakt z F91 Dudelange, w którym zadebiutował 4 sierpnia 2019 w meczu Nationaldivisioun przeciwko Blue Boys Muhlenbach (3:1).

## Kariera reprezentacyjna

### Luksemburg U-17
W 2013 otrzymał powołanie do reprezentacji Luksemburga U-17, w której zadebiutował 14 listopada 2013 w meczu towarzyskim przeciwko reprezentacji Turcji U-17 (2:2).

### Luksemburg U-19
W 2014 otrzymał powołanie do reprezentacji Luksemburga U-19, w której zadebiutował 16 września 2014 w meczu towarzyskim przeciwko reprezentacji Rumunii U-19 (0:1). Pierwszą bramkę dla kadry zdobył 15 października 2014 w meczu eliminacji do Mistrzostw Europy U-19 2015 przeciwko reprezentacji Białorusi U-19 (2:2).

### Luksemburg U-21
W 2014 otrzymał powołanie do reprezentacji Luksemburga U-21, w której zadebiutował 29 marca 2015 w meczu towarzyskim przeciwko reprezentacji Finlandii U-21 (1:4).

## Statystyki

### Klubowe
(aktualne na dzień 8 sierpnia 2020)
| Klub               | Sezon              | Liga               | Liga  | Liga   | Puchar kraju | Puchar kraju | Suma  | Suma   |
| Klub               | Sezon              | Liga               | Mecze | Bramki | Mecze        | Bramki       | Mecze | Bramki |
| ------------------ | ------------------ | ------------------ | ----- | ------ | ------------ | ------------ | ----- | ------ |
| UN Käerjéng 97     | 2014/15            | Nationaldivisioun  | 24    | 1      | 2            | 0            | 26    | 1      |
| UN Käerjéng 97     | 2015/16            | Éierepromotioun    | 24    | 0      | 3            | 0            | 27    | 0      |
| UN Käerjéng 97     | 2016/17            | Nationaldivisioun  | 25    | 0      | 2            | 0            | 27    | 0      |
| UN Käerjéng 97     | 2017/18            | Éierepromotioun    | 22    | 0      | 1            | 0            | 23    | 0      |
| UN Käerjéng 97     | 2018/19            | Éierepromotioun    | 21    | 0      | 2            | 0            | 23    | 0      |
| UN Käerjéng 97     | Ogólnie            | Ogólnie            | 116   | 1      | 10           | 0            | 126   | 1      |
| F91 Dudelange      | 2019/20            | Nationaldivisioun  | 1     | 0      | –            | –            | 1     | 0      |
| F91 Dudelange      | Ogólnie            | Ogólnie            | 1     | 0      | 0            | 0            | 1     | 0      |
| Ogólnie w karierze | Ogólnie w karierze | Ogólnie w karierze | 117   | 1      | 10           | 0            | 127   | 1      |

### Reprezentacyjne
| Reprezentacja   | Rok     | Mecze | Bramki |
| --------------- | ------- | ----- | ------ |
| Luksemburg U-17 | 2013    | 3     | 0      |
| Luksemburg U-17 | 2014    | 0     | 0      |
| Luksemburg U-17 | 2015    | 3     | 0      |
| Ogólnie         | Ogólnie | 6     | 0      |
| Luksemburg U-19 | 2014    | 4     | 1      |
| Luksemburg U-19 | 2015    | 5     | 0      |
| Luksemburg U-19 | 2016    | 1     | 0      |
| Ogólnie         | Ogólnie | 10    | 1      |
| Luksemburg U-21 | 2015    | 3     | 0      |
| Luksemburg U-21 | 2016    | 4     | 0      |
| Luksemburg U-21 | 2017    | 6     | 0      |
| Luksemburg U-21 | 2018    | 6     | 0      |
| Ogólnie         | Ogólnie | 19    | 0      |

| Mecze i gole w reprezentacji | Mecze i gole w reprezentacji | Mecze i gole w reprezentacji    | Mecze i gole w reprezentacji | Mecze i gole w reprezentacji | Mecze i gole w reprezentacji | Mecze i gole w reprezentacji |
| Reprezentacja U-17           | Reprezentacja U-17           | Reprezentacja U-17              | Reprezentacja U-17           | Reprezentacja U-17           | Reprezentacja U-17           | Reprezentacja U-17           |
| Lp.                          | Data                         | Miejsce                         | Przeciwnik                   | Wynik                        | Gol                          | Rozgrywki                    |
| ---------------------------- | ---------------------------- | ------------------------------- | ---------------------------- | ---------------------------- | ---------------------------- | ---------------------------- |
| 1.                           | 14.11.2013                   | Portadown, Irlandia Północna    | Turcja U-17                  | 2:2                          |                              | Mecz towarzyski              |
| 2.                           | 16.11.2013                   | Belfast, Irlandia Północna      | Irlandia Północna U-17       | 3:1                          |                              | Mecz towarzyski              |
| 3.                           | 19.11.2013                   | Portadown, Irlandia Północna    | Łotwa U-17                   | 0:2                          |                              | Mecz towarzyski              |
| 4.                           | 09.04.2015                   | Erpeldange-sur-Sûre, Luksemburg | Turcja U-17                  | 1:0                          |                              | Mecz towarzyski              |
| 5.                           | 02.06.2015                   | Hobscheid, Luksemburg           | Irlandia U-17                | 0:1                          |                              | Mecz towarzyski              |
| 6.                           | 04.06.2015                   | Schifflange, Luksemburg         | Irlandia U-17                | 0:0                          |                              | Mecz towarzyski              |
| Reprezentacja U-19           |                              |                                 |                              |                              |                              |                              |
| Lp.                          | Data                         | Miejsce                         | Przeciwnik                   | Wynik                        | Gol                          | Rozgrywki                    |
| 1.                           | 16.09.2014                   | Hostert, Luksemburg             | Rumunia U-19                 | 0:1                          |                              | Mecz towarzyski              |
| 2.                           | 10.10.2014                   | Oberkorn, Luksemburg            | Belgia U-19                  | 4:0                          |                              | el. ME U-19 2015             |
| 3.                           | 12.10.2014                   | Beggen, Luksemburg              | Anglia U-19                  | 0:8                          |                              | el. ME U-19 2015             |
| 4.                           | 15.10.2014                   | Grevenmacher, Luksemburg        | Białoruś U-19                | 2:2                          | Gol                          | el. ME U-19 2015             |
| 5.                           | 16.09.2015                   | Wolvertem, Belgia               | Belgia U-19                  | 0:2                          |                              | Mecz towarzyski              |
| 6.                           | 20.10.2015                   | Junglinster, Luksemburg         | Estonia U-19                 | 3:1                          |                              | Mecz towarzyski              |
| 7.                           | 11.11.2015                   | Pafos, Cypr                     | Cypr U-19                    | 1:2                          |                              | el. ME U-19 2016             |
| 8.                           | 13.11.2015                   | Larnaka, Cypr                   | Bułgaria U-19                | 2:1                          |                              | el. ME U-19 2016             |
| 9.                           | 16.11.2015                   | Pafos, Cypr                     | Polska U-19                  | 2:2                          |                              | el. ME U-19 2016             |
| 10.                          | 27.04.2016                   | Muttenz, Szwajcaria             | Szwajcaria U-19              | 2:0                          |                              | Mecz towarzyski              |
| Reprezentacja U-21           |                              |                                 |                              |                              |                              |                              |
| Lp.                          | Data                         | Miejsce                         | Przeciwnik                   | Wynik                        | Gol                          | Rozgrywki                    |
| 1.                           | 29.03.2015                   | Rosport, Luksemburg             | Finlandia U-21               | 1:4                          |                              | Mecz towarzyski              |
| 2.                           | 09.10.2015                   | Oberkorn, Luksemburg            | Rumunia U-21                 | 0:1                          |                              | el. ME U-21 2017             |
| 3.                           | 13.10.2015                   | Erywań, Armenia                 | Armenia U-21                 | 1:1                          |                              | el. ME U-21 2017             |
| 4.                           | 25.03.2016                   | Oberkorn, Luksemburg            | Dania U-21                   | 0:1                          |                              | el. ME U-21 2017             |
| 5.                           | 29.03.2016                   | Beggen, Luksemburg              | Bułgaria U-21                | 0:0                          |                              | el. ME U-21 2017             |
| 6.                           | 02.09.2016                   | Mediaș, Rumunia                 | Rumunia U-21                 | 4:0                          |                              | el. ME U-21 2017             |
| 7.                           | 11.10.2016                   | Aalborg, Dania                  | Dania U-21                   | 4:1                          |                              | el. ME U-21 2017             |
| 8.                           | 23.03.2017                   | Kehlen, Luksemburg              | Malta U-21                   | 5:0                          |                              | Mecz towarzyski              |
| 9.                           | 28.03.2017                   | Oberkorn, Luksemburg            | Kazachstan U-21              | 1:2                          |                              | el. ME U-21 2019             |
| 10.                          | 01.09.2017                   | Ajdovščina, Słowenia            | Słowenia U-21                | 3:1                          |                              | el. ME U-21 2019             |
| 11.                          | 05.09.2017                   | Stara Zagora, Bułgaria          | Bułgaria U-21                | 0:1                          |                              | el. ME U-21 2019             |
| 12.                          | 05.10.2017                   | Niederkorn, Luksemburg          | Słowenia U-21                | 1:1                          |                              | el. ME U-21 2019             |
| 13.                          | 09.10.2017                   | Esch-sur-Alzette, Luksemburg    | Francja U-21                 | 2:3                          |                              | el. ME U-21 2019             |
| 14.                          | 23.03.2018                   | Oberkorn, Luksemburg            | Czarnogóra U-21              | 1:3                          |                              | el. ME U-21 2019             |
| 15.                          | 27.03.2018                   | Astana, Kazachstan              | Kazachstan U-21              | 3:0                          |                              | el. ME U-21 2019             |
| 16.                          | 06.09.2018                   | Rumelange, Luksemburg           | Irlandia Północna U-21       | 0:1                          |                              | Mecz towarzyski              |
| 17.                          | 11.09.2018                   | Strasburg, Francja              | Francja U-21                 | 2:0                          |                              | el. ME U-21 2019             |
| 18.                          | 12.10.2018                   | Nikšić, Czarnogóra              | Czarnogóra U-21              | 3:0                          |                              | el. ME U-21 2019             |
| 19.                          | 16.10.2018                   | Niederkorn, Luksemburg          | Bułgaria U-21                | 1:0                          |                              | el. ME U-21 2019             |

## Sukcesy
UN Käerjéng 97
- Mistrzostwo Éierepromotioun (1×): 2015/2016

## Życie prywatne
Jego brat Tim również jest piłkarzem, występuje w klubie UN Käerjéng 97 na pozycji pomocnika.